# Riki
Ivan Sanchez Rico Soto, "Riki" (Aranjuéz, 1980. augusztus 11. –) spanyol csatár, 2006 és 2013 között a galiciai Deportivo La Coruña játékosa volt.

## Pályafutása
A szülővárosában, Aranjuezben kezdett el focizni a Segunda Division B-ben, vagyis a spanyol harmadosztályban. 2000-ben a Real Madrid utánpótlás- bázisába került, előbb "C" csapatban, majd "B" keretben játszott. Rikit 2004 nyarán a Getafébe adták el. 2006 januárban hívta a Manchester United, a Liverpool, a Parma és a Deportivo La Coruña. Riki az utóbbi mellett döntött, így 2006 nyarán 4 millió euróért a galiciai csapathoz került. Első szezonja eléggé gólszegényen sikerült, mindössze két találatot ért el, de később visszanyerte formáját. 2007-2008-as szezonban 5-ször volt eredményes. 2008 nyarán a Bolton Wanderers és az Everton FC nagyon intenzíven érdeklődött iránta, de végül maradt csapatában. 2008–2009-ben a Deportivo La Coruña-val az Intertotó-kupából részvételt nyertek az UEFA-kupában, így Riki bemutatkozhatott Európában is.